# Poecilomorpha delagoensis
Poecilomorpha delagoensis is een keversoort uit de familie halstandhaantjes (Megalopodidae). De wetenschappelijke naam van de soort werd in 1914 gepubliceerd door Maurice Pic.